# 안톤 가르트너
안톤 가르트너(Anton Gartner, 1967년 7월 7일 ~ )는 예쁜꼬마선충 선충을 모델 시스템으로 활용하는 유전학자이자 생물학자이다. 그는 대한민국 울산과학기술원(UNIST)의 석좌교수로 재직 중이며, UNIST 캠퍼스에 위치한 IBS 유전체 항상성 연구단(IBS Center for Genomic Integrity)의 2명의 부단장 중 한 명이다.

## 학력
안톤 가르트너는 노이지들에서 김나지움을 졸업한 후, 오스트리아 빈 대학교에서 유전학을 전공하며 석사(M.S.) 및 박사(Ph.D.) 학위를 취득했다. 그의 석사 논문은 식물 세포 주기 유전자 식별(identification of plant cell-cycle genes)라는 제목으로, 미생물학 및 유전학 연구소의 헤리베르트 히르트(Heribert Hirt) 교수의 지도하에 진행되었다. 박사 과정은 분자 병리학 연구소(Research Institute of Molecular Pathology)에서 구스타프 아메러(Gustav Ammerer) 교수와 킴 네이스미스(Kim Nasmyth) 교수의 지도하에 수행되었으며, 이후 박사 프로젝트는 빈 대학교 일반 생화학 및 분자 세포 생물학 연구소에서 이어졌다. 그의 박사 논문은 출아 효모(budding yeast)를 모델 시스템으로 사용하여 신호 전달의 기본 메커니즘에 초점을 맞추었다. 박사 학위 프로그램을 마친 후, 가르트너는 오스트리아 루돌프스피탈 병원(Rudolfsspital Hospital, (독일어)) 내과 병동에서 간호사로 대체 복무(Zivildienst)를 이행하며 국가 복무를 완료했다.

## 경력
안톤 가르트너는 빈 대학교에 머물며 일반 생화학 및 분자 세포 생물학 연구소에서 박사후 연구원(Postdoctoral Scientist) 및 강사로 1997년 초까지 근무했다. 그의 두 번째 박사후 연구 과정은 뉴욕 롱아일랜드에 위치한 콜드스프링하버 연구소(Cold Spring Harbor Laboratory)의 미하엘 헹가르트너(Michael Hengartner, (독일어)) 연구실에서 진행되었으며, 이때부터 C. elegans를 연구하기 시작했다. 마지막 박사후 연구 과정은 분자 병리학 연구소(Research Institute of Molecular Pathology)의 미하엘 글로처(Michael Glotzer) 연구실에서 방문 연구원으로 수행되었다. 독일로 이주한 이후, 그는 막스 플랑크 생화학 연구소(Max Planck Institute for Biochemistry)의 세포 생물학 부서에서 주니어 그룹 리더로 근무했다. 2004년, 가르트너는 스코틀랜드 던디 대학교(University of Dundee)로 자리를 옮겨 강사(lecturer), 선임 강사(reader), 그리고 마침내 생명과학대학 유전자 조절 및 발현 센터(Centre for Gene Regulation and Expression)의 교수가 되었다. 던디에서 그의 영국 암연구소(Cancer Research UK, CRUK) 경력 개발 지원금과 웰컴 트러스트 시니어 인베스티게이터 어워드(Wellcome Trust Senior Investigator Awards)의 자금을 지원받았다. 그의 연구는 C. elegans를 중심으로 진행되었으며, 특히 세포자살(apoptosis), 유전체 안정성(genome stability) 및 DNA 수선에 초점을 맞추었다.
2019년, 안톤 가르트너는 울산과학기술원의 석좌교수로 임용되었으며, 기초과학연구원(IBS) 유전체 항상성 연구단 (Center for Genomic Integrity)의 부단장으로 취임했다.

## 수상 및 영예
- 1997년: EMBO 장기 펠로우십, 유럽
- 1999년: 슈뢰딩거 펠로우십, 오스트리아
- 2003년: CR-UK 경력 개발상, 영국[8]
- 2010년: 웰컴 트러스트 시니어 연구 펠로우십, 영국[9]

## 같이 보기
- 명경재
- 오를란도 셰러